# 1993-as magyar birkózóbajnokság
Az 1993-as magyar birkózóbajnokság a nyolcvanhatodik magyar bajnokság volt. A kötöttfogású bajnokságot április 3. és 4. között rendezték meg Székesfehérváron, a VOK-csarnokban, a szabadfogású bajnokságot pedig április 17-én Kecskeméten.

## Eredmények

### Férfi kötöttfogás
| Versenyszám | Arany                             | Arany | Ezüst                            | Ezüst | Bronz                              | Bronz |
| ----------- | --------------------------------- | ----- | -------------------------------- | ----- | ---------------------------------- | ----- |
| 48 kg       | Hamzók József Kalocsa SE          |       | Óváry László BVSC                |       | Horváth László Haladás VSE         |       |
| 52 kg       | Vadász Csaba Dunaferr SE          |       | Kiss Károly Csepel SC            |       | Bíró László Ferencvárosi TC        |       |
| 57 kg       | Sike András Ferencvárosi TC       |       | Ivancsics Géza Bp. Spartacus     |       | Tihanics Tibor Vasas SC            |       |
| 62 kg       | Bódi Jenő Bp. Spartacus           |       | Juhász László BVSC               |       | Ubrankovics Zoltán Ferencvárosi TC |       |
| 68 kg       | Ubrankovics Csaba Ferencvárosi TC |       | Podolszki Attila Ferencvárosi TC |       | Lakatos Zoltán BVSC                |       |
| 74 kg       | Repka Attila Diósgyőri BC         |       | Takács János Vasas SC            |       | Kismóni János Vasas SC             |       |
| 82 kg       | Ignácz Zoltán Kecskeméti SC       |       | Kövecs Károly Ferencvárosi TC    |       | Garamvölgyi Gábor Csepel SC        |       |
| 90 kg       | Gelénesi Nándor Csepel SC         |       | Takács Ferenc BVSC               |       | Rizmajer Antal Újpesti TE          |       |
| 100 kg      | Kovács Tibor Dunaferr SE          |       | Farkas Péter Újpesti TE          |       | Farkas Béla Dunaferr SE            |       |
| 130 kg      | Klauz László Csepel SC            |       | Kékes György Újpesti TE          |       | Gombos Zsolt BVSC                  |       |

### Férfi szabadfogás
| Versenyszám | Arany                         | Arany | Ezüst                         | Ezüst | Bronz                            | Bronz |
| ----------- | ----------------------------- | ----- | ----------------------------- | ----- | -------------------------------- | ----- |
| 48 kg       | Óváry László BVSC             |       | Bíró László Honvéd Szondi SE  |       | Horváth László Haladás VSE       |       |
| 52 kg       | Bíró László Ferencvárosi TC   |       | Vígh Attila Diósgyőri BC      |       | Kiss Károly Csepel SC            |       |
| 57 kg       | Tihanics Tibor Vasas SC       |       | Nagy János Dunaferr SE        |       | Nagy Béla Csepel SC              |       |
| 62 kg       | Márkus Rudolf Ferencvárosi TC |       | Schmidgunszt László Csepel SC |       | Juhász László BVSC               |       |
| 68 kg       | Elekes Endre Csepel SC        |       | Orbán József Csepel SC        |       | Podolszki Attila Ferencvárosi TC |       |
| 74 kg       | Nagy János Ferencvárosi TC    |       | Mészáros István Csepel SC     |       | Lakatos Győző Diósgyőri BC       |       |
| 82 kg       | Dvorák László BVSC            |       | Irinyi István Újpesti TE      |       | Dobi István Ferencvárosi TC      |       |
| 90 kg       | Tóth Gábor Csepel SC          |       | Bacsa Péter Csepel SC         |       | Barna Attila Honvéd Szondi SE    |       |
| 100 kg      | Glázer József Csepel SC       |       | Ancsin László Ferencvárosi TC |       | Kiss Sándor Ferencvárosi TC      |       |
| 130 kg      | Gombos Zsolt BVSC             |       | Valentényi Sándor Dunaferr SE |       | Kovács Tibor Dunaferr SE         |       |